# Арі Сінґх II
Арі Сінґх II (гінді अरी सिंह द्वितीय; д/н —9 березня 1773) — магарана князівства Мевар у 1761–1773 роках.

## Життєпис
Походив з династії Сесодія. Син Джаґат Сінґха II. Народився десь в середині 1720-х років. 1754 року після смерті старшого брата — магарани Пратап Сінґха II — став опікуном свого небожа Радж Сінґха II. Підтримував гарні відносини з Великими Моголами, а з 1759 року — афганським правителем Ахмед-шахом Дуррані, за допомогою якого планував позбавитися залежностві від держави маратхів та опанувати усім Раджастаном. У квітні 1761 року невдовзі після битви при Паніпаті, де маратхі зазнали тяжкої поразки, ймовірно наказав отруїти магарану, захйнявши за цим трон.
Але невдовзі проти нього виступили васали Бедла Рао, раджа Рамчандри, Джасмвант Сінґх, раджа Гоґунди, і Джодх Сінґх, магараджа Салумбару (з клану Чундаваті, гілки кану Сесодія), які підтримали Ратан Сінґха, посмертного сина магарани Радж Сінґха II. Війна з ними з перервами тривала до 1769 року, коли зрештою вдалося завдати суперникові поразок. Втім під тиском Махаджі Скіндії, магараджи Гваліору, що втрутився в цю справу, вимушен був передати претенденту низку володінь з важливою фортецею Кумбхалгарх.
Не користувався підтримкою знаті, наслідком стало повстання Самру, якого підтримав Прітхві Сінґх II, магараджа Джайпуру. З великими труднощами до 1770 року вдалося перемогти заколотника. В подальшому Арі Сінґх II значні кошти витрачав на найманців-маратхів, чим остататочно спорожнив скарбницю та призвів до економічного занепаду князівства. Це зрештою призвело до того, що багато митців та літераторів з Удайпуру перебралися до Ауду, Деогарху і Гваліору, внаслідок чого меварська щкола живопису занепала.
У 1770—1772 роках діяв спільно з Махаджі Скіндією, магараджею Гваліору, в походах проти джатів, в районі делі та долини Джамни. У березні 1773 року під час полювання Арі Сінґха II було вбито змовниками на чолі Аджит Сінґхом Бунді, раджою Амарґарху. Владу за підтримки родичів перебрав його старший син Хамір Сінґх II.